# Uzinele Faur
S.C. „Faur” S.A. este un ansamblu industrial situat la periferia estică a orașului București, specializat pe realizarea și repararea de material rulant.
Denumirea uzuală a sitului este uzinele „Faur”; de-a lungul timpului, ansamblul industrial a fost cunoscut și ca uzinele „Malaxa” sau uzinele „23 August”.
Fabrica avea în jur de 20.000 de muncitori înainte de 1989, dar în prezent (martie 2010) au mai rămas aproximativ 400.

## Localizare. Structură
Adresa actuală a sitului este B-dul Basarabia nr. 256, sector 3. Uzinele se află în apropierea stației de metrou Republica și la o distanță relativ mică de lacul Pantelimon.
Ansamblul de clădiri ocupă o suprafață ce depășește 90 ha. Acesta cuprinde: laboratoare, hale, clădiri de serviciu, locuințe ș.a., din care numai o parte sunt funcționale. Unele clădiri sunt declarate monumente istorice, cu codul  B-II-a-A-18091.

## Istoric

### Începuturi
Construirea uzinelor se datorează industriașului român de origine greacă Nicolae Malaxa, care a dezvoltat începând cu anii 1920 ateliere de reparare și producție de locomotive. În anul 1921, Malaxa a cumpărat un teren aflat la periferia Bucureștiului și construiește un atelier de reparații pentru locomotive, care primește numele industriașului. Proiectul este un succes, astfel încât fabrica se dezvoltă într-un ritm rapid: în 1928 se construiește prima locomotivă „Malaxa”, iar în următorii cinci ani se mai construiesc încă o sută de locomotive. Din anii treizeci, Malaxa demarează și alte proiecte, precum uzina de țevi „Republica”. Ansamblul de clădiri ce compun uzinele „Malaxa” a fost realizat de arhitectul Horia Creangă în stil modernist – arhitectul Iulius Rădulescu remarcă într-un studiu preluarea unor elemente de art deco, cum este cazul porții de la intrarea în uzină. (Tot Horia Creangă este autorul viitoarei uzine „Republica”.)

### Sub regimul comunist
După instaurarea regimului comunist în România, uzinele au rămas pentru un timp sub controlul lui Malaxa, simpatizat într-o măsură de către socialiști pentru sprijinul financiar acordat anterior partidului lor. Nicolae Malaxa a emigrat în Statele Unite ale Americii la finele anilor 1940. Începând cu anii 1960, ansamblului industrial „Malaxa” i s-au adăugat clădiri noi; denumirea a fost schimbată în aceea de uzinele „23 August”. După căderea regimului comunist, uzinele au primit denumirea folosită și astăzi – „Faur”.

### Perspective
În studiul arhitectului Iulian Rădulescu sunt notate beneficiile ce pot fi aduse dezvoltării sitului ca parc industrial prin accesul facil la Dunăre (prin portul fluvial Oltenița) și la centrul istoric al orașului (prin intermediul stației terminus  de cale ferată București Titan). Este propusă organizarea unui muzeu într-una dintre halele complexului, cuprinzând locomotive și utilaje ce au marcat diverse etape în dezvoltarea tehnologiilor aplicate de-a lungul timpului.

## Galerie de imagini

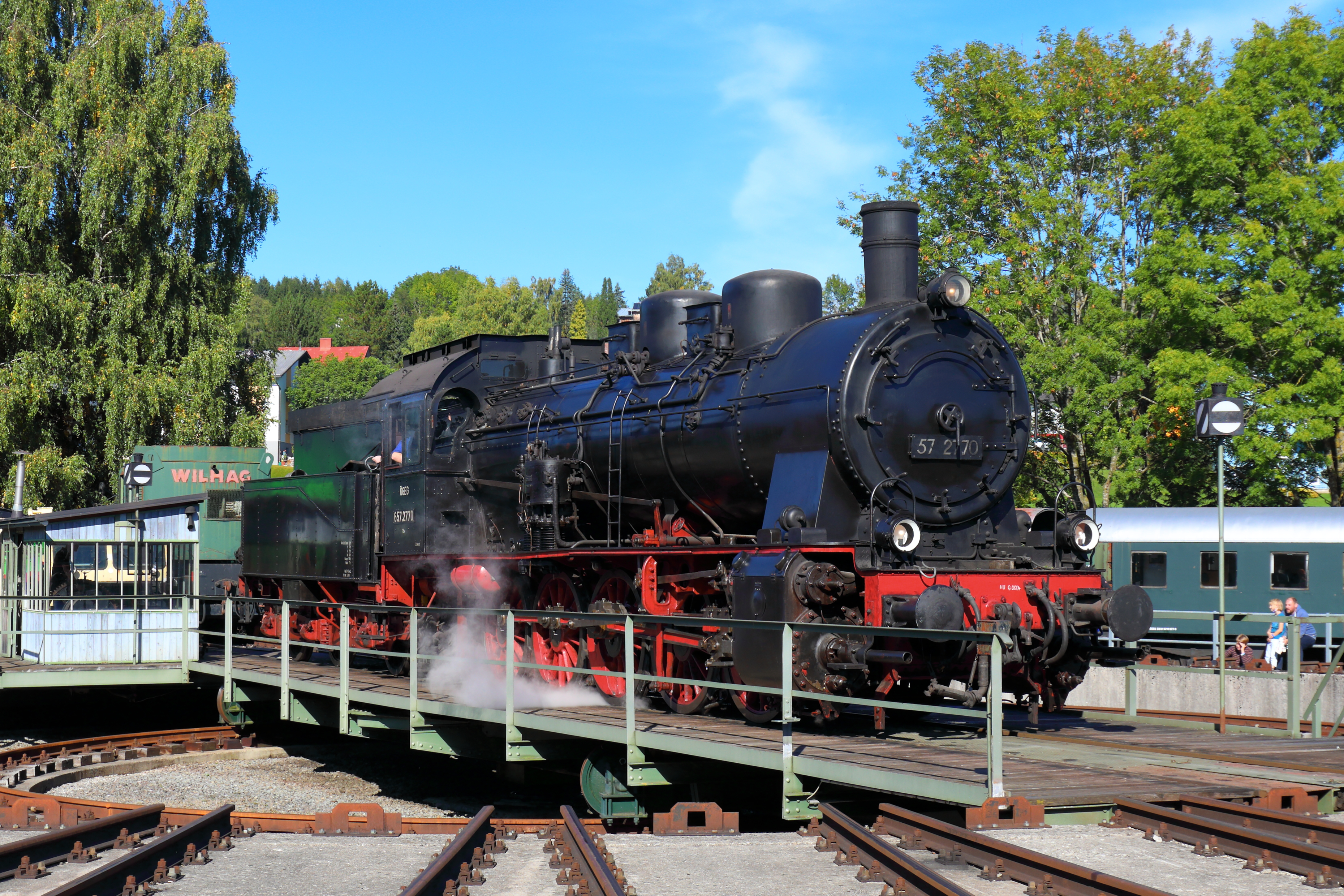
Locomotiva cu aburi "Malaxa" (CFR 50.770)
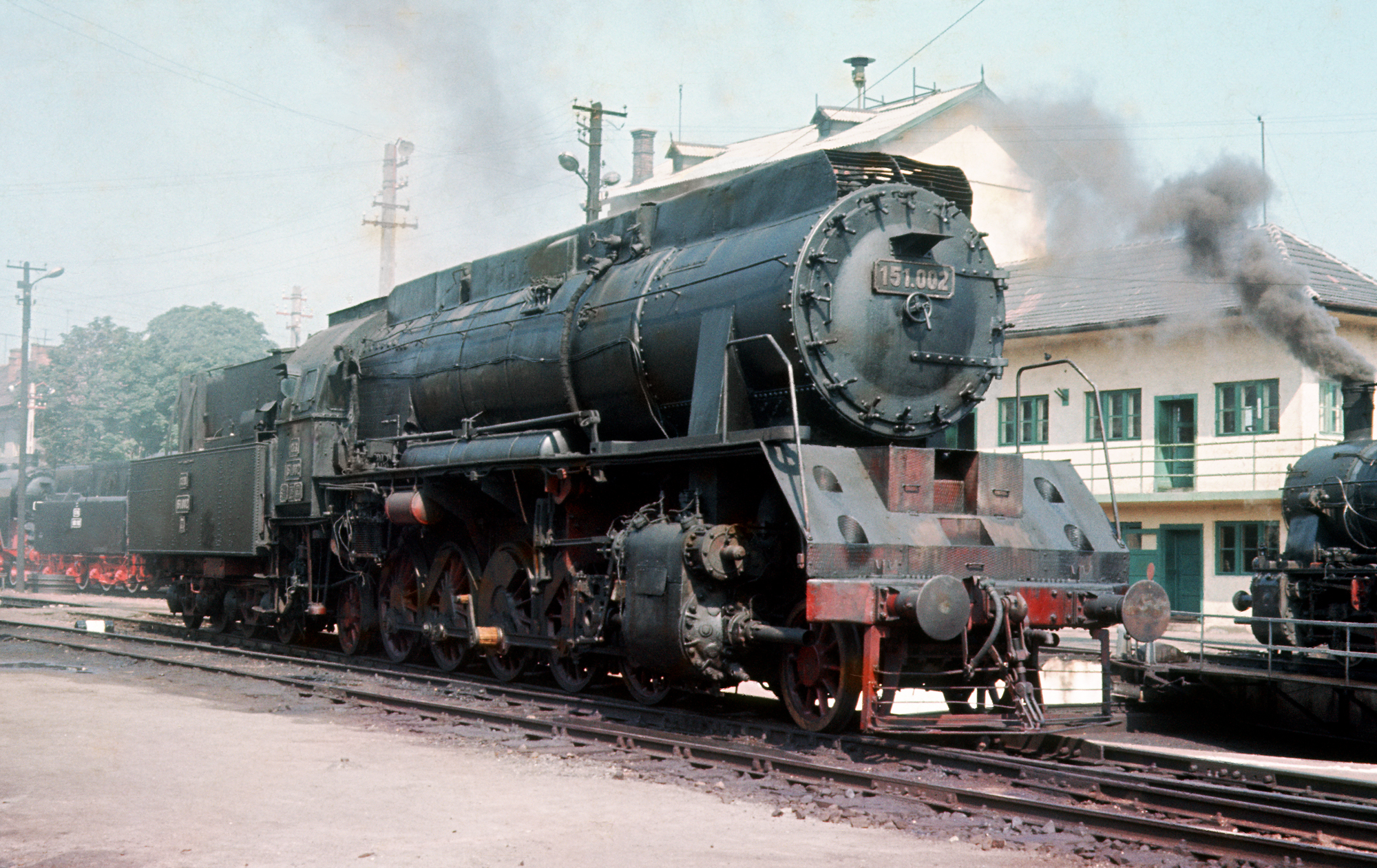
Locomotiva cu aburi "Malaxa" (CFR seria 151)
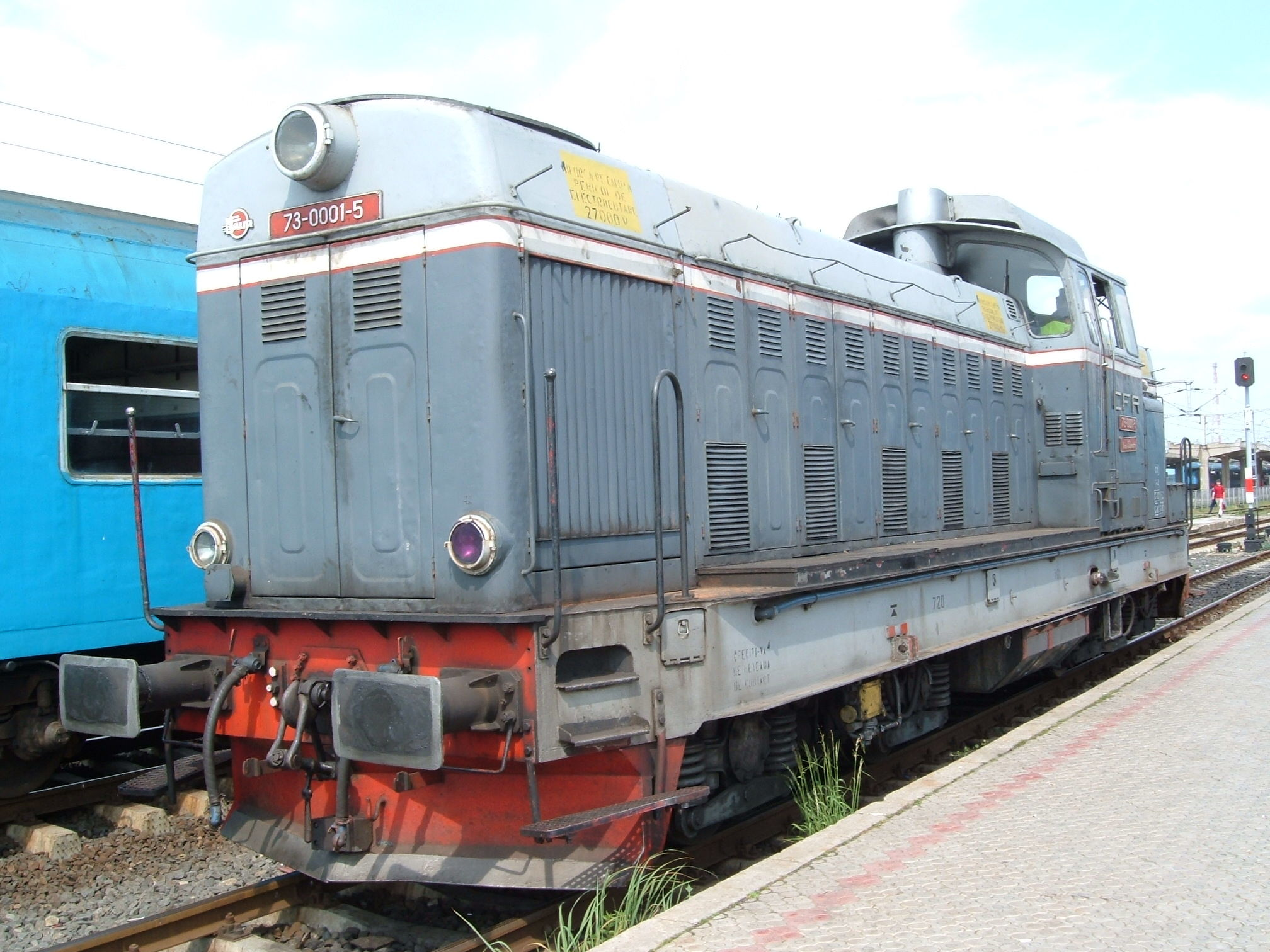
Locomotivă CFR Clasa 73
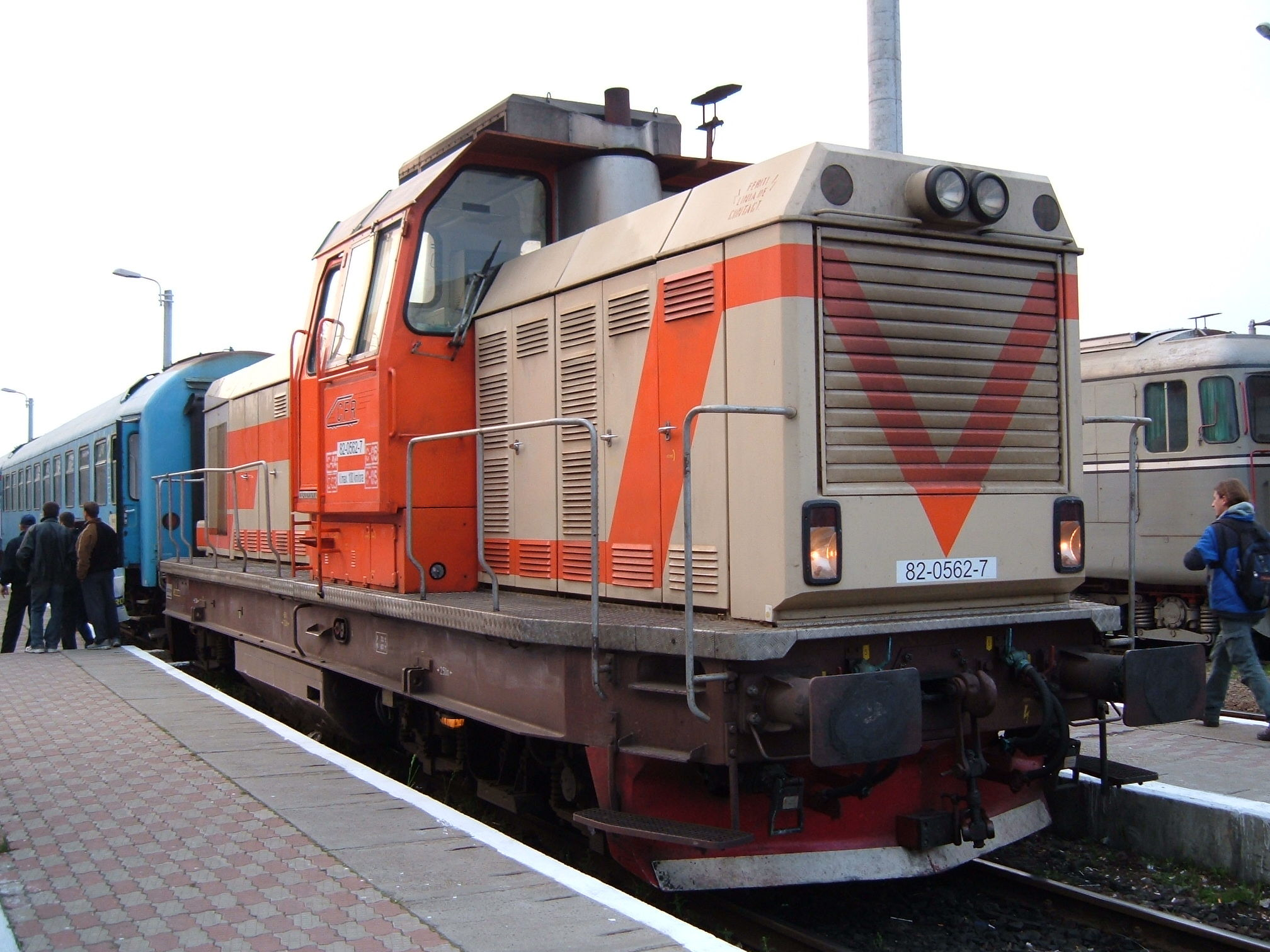
Locomotivă CFR Clasa 82
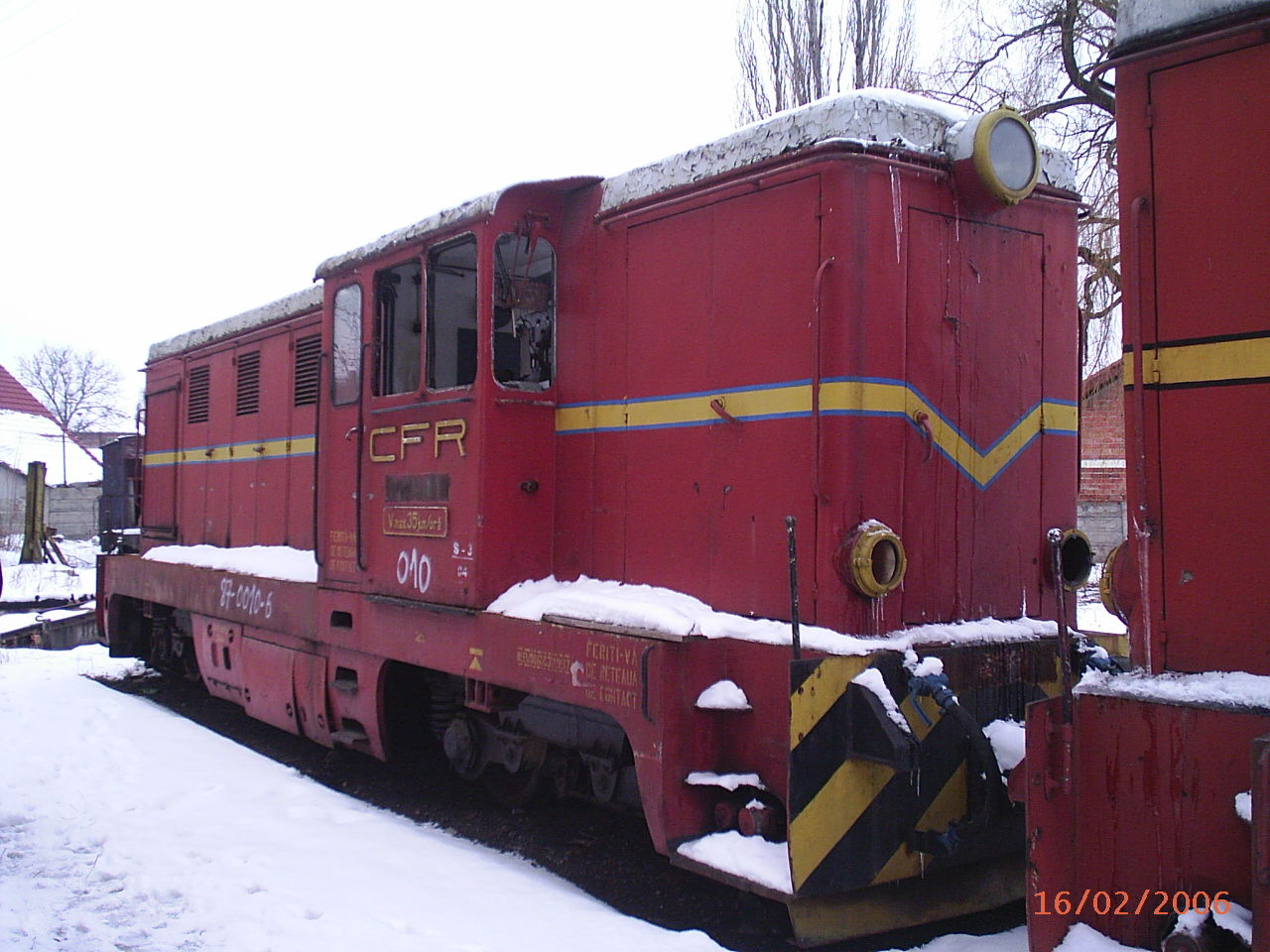
Locomotivă CFR Clasa 87
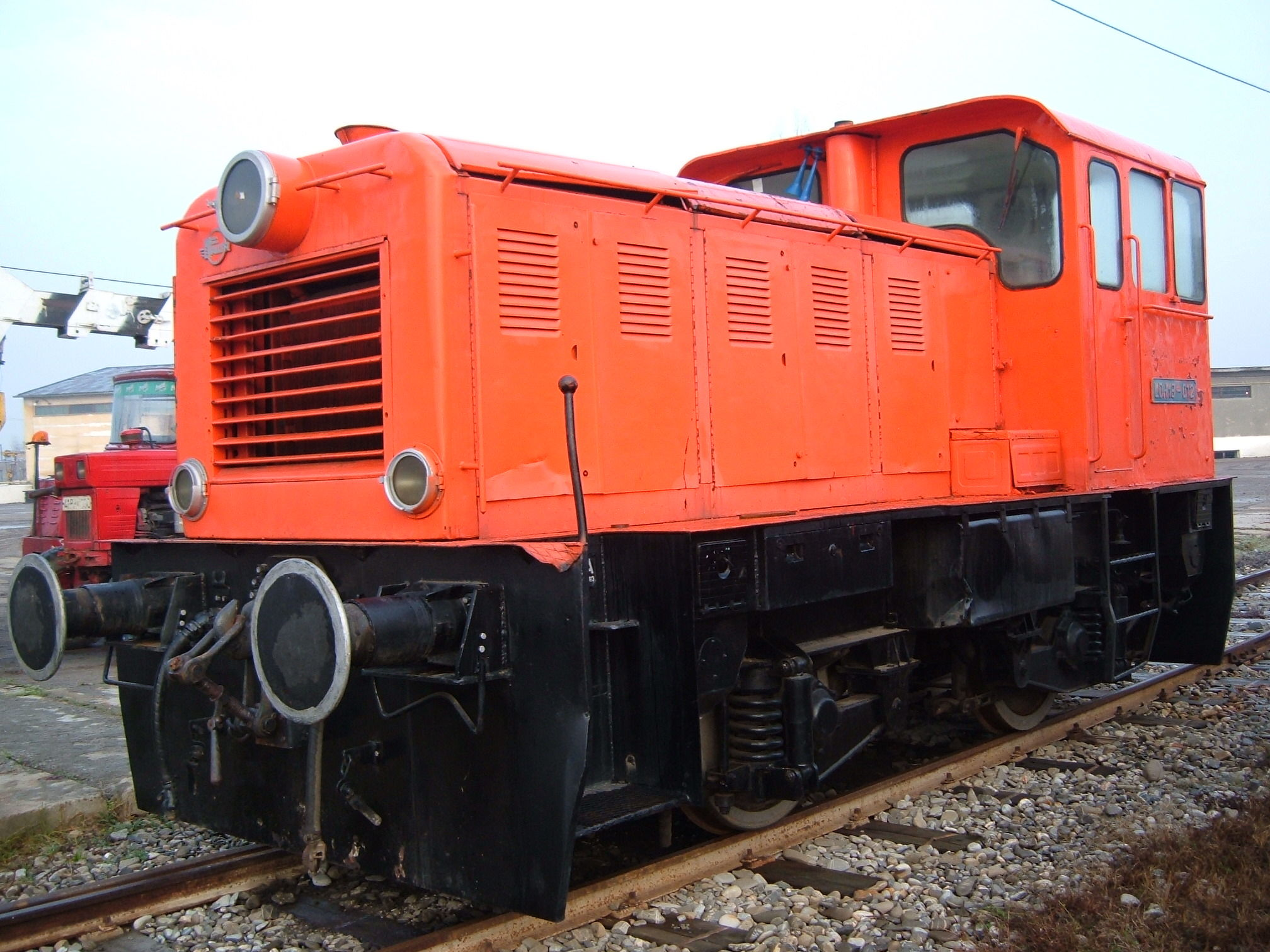
Locomotivă CFR Clasa 88
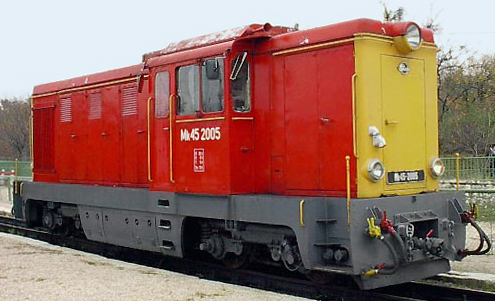
Locomotivă FAUR L45H a MÁV, 2005
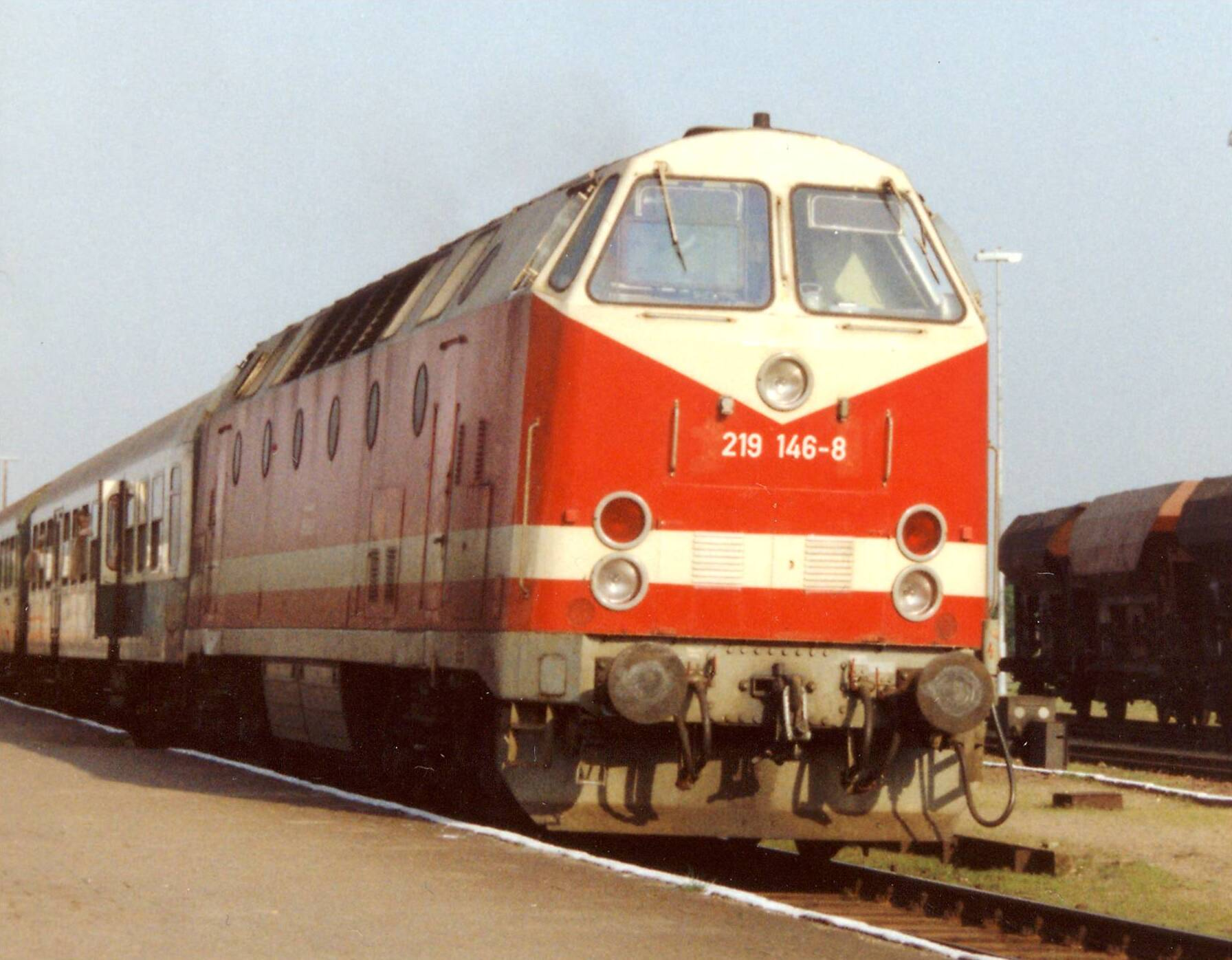
Locomotivă DB seria 119 (mai târziu seria 219), produsă pentru Deutsche Bahn
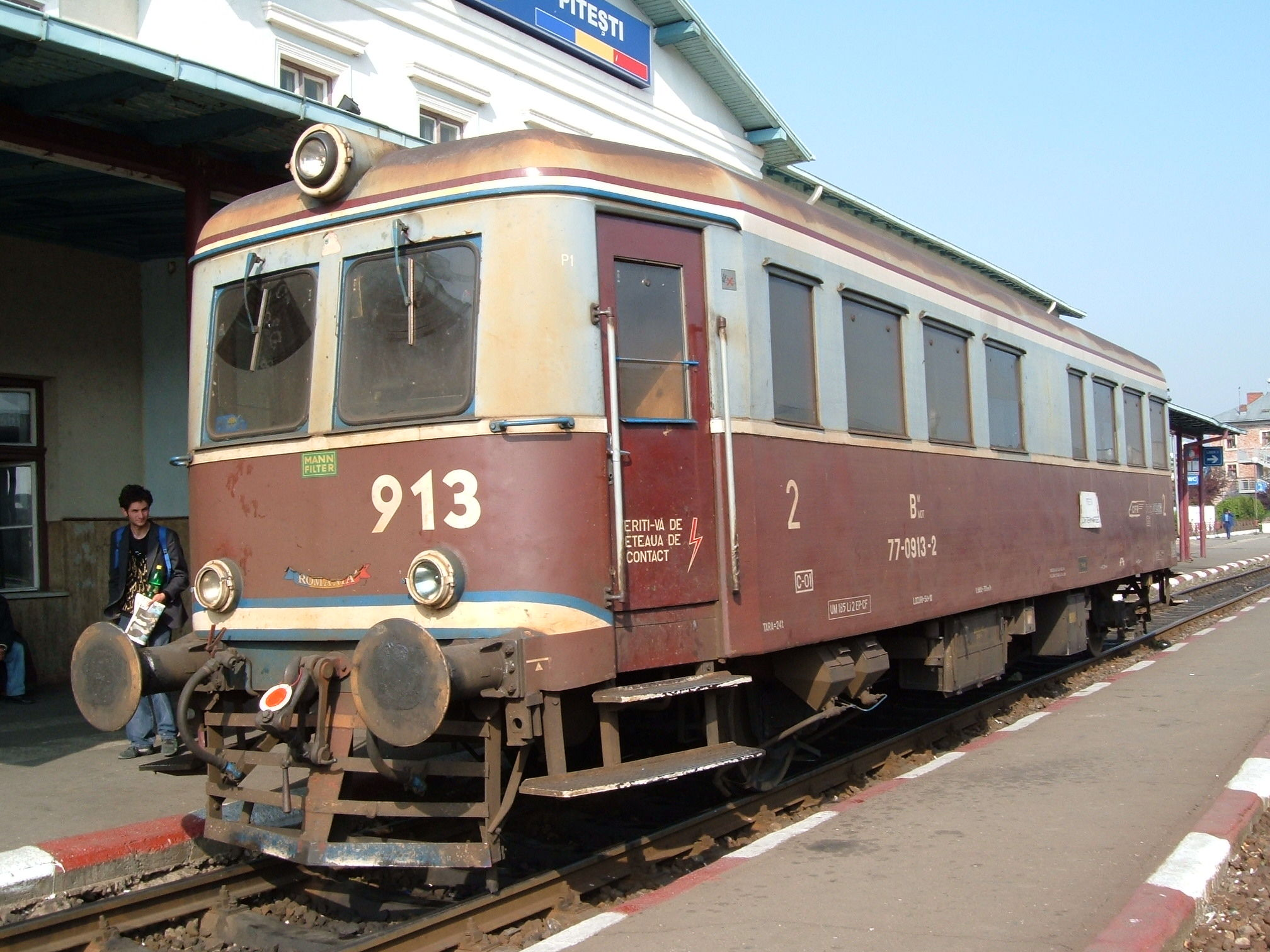
Automotor CFR Clasa 77
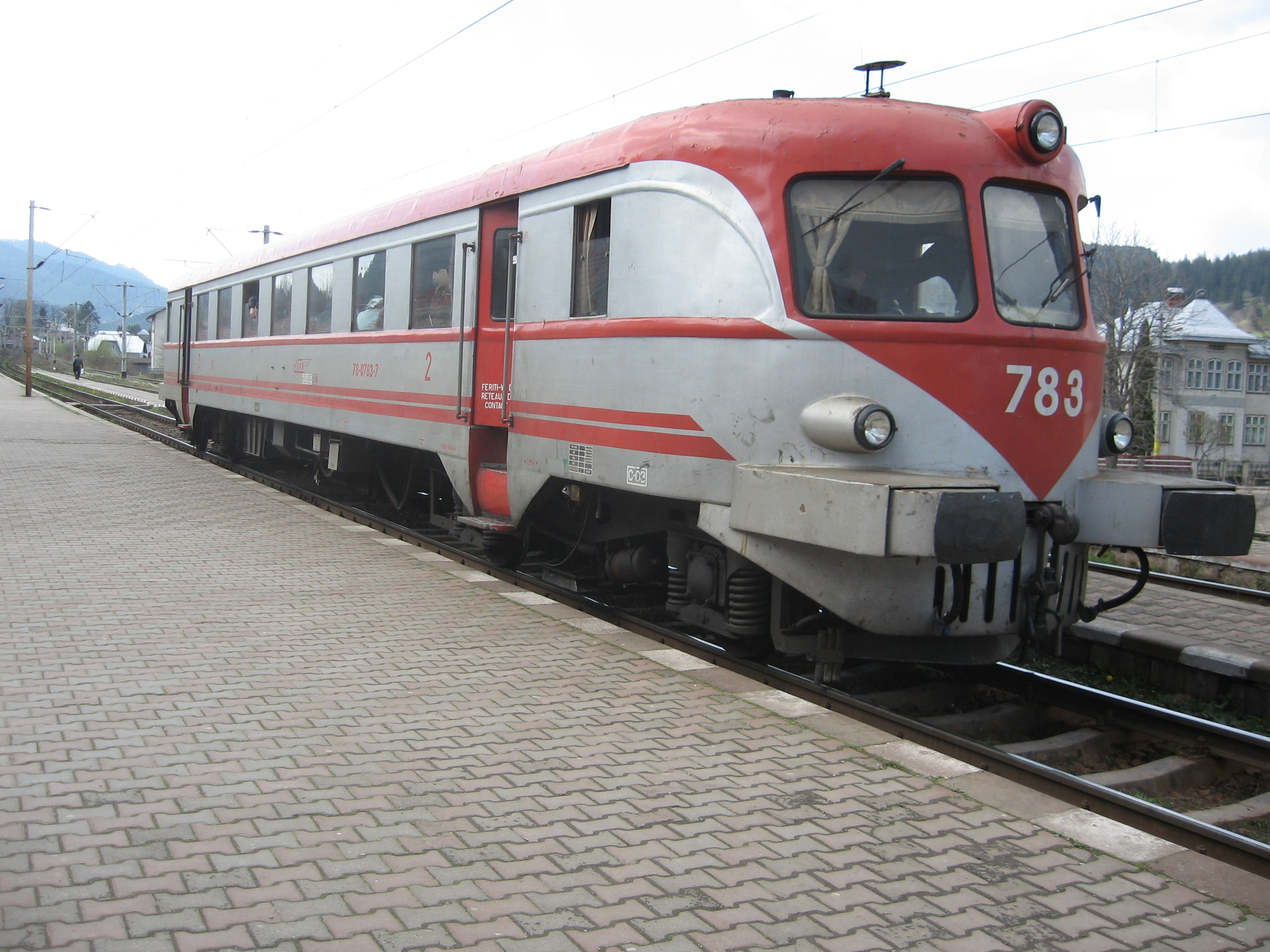
Automotor CFR Clasa 78
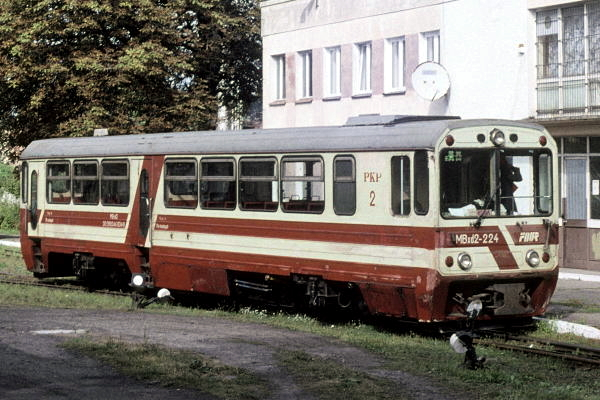
Automotor FAUR A20D-P (PKP MBxd2)
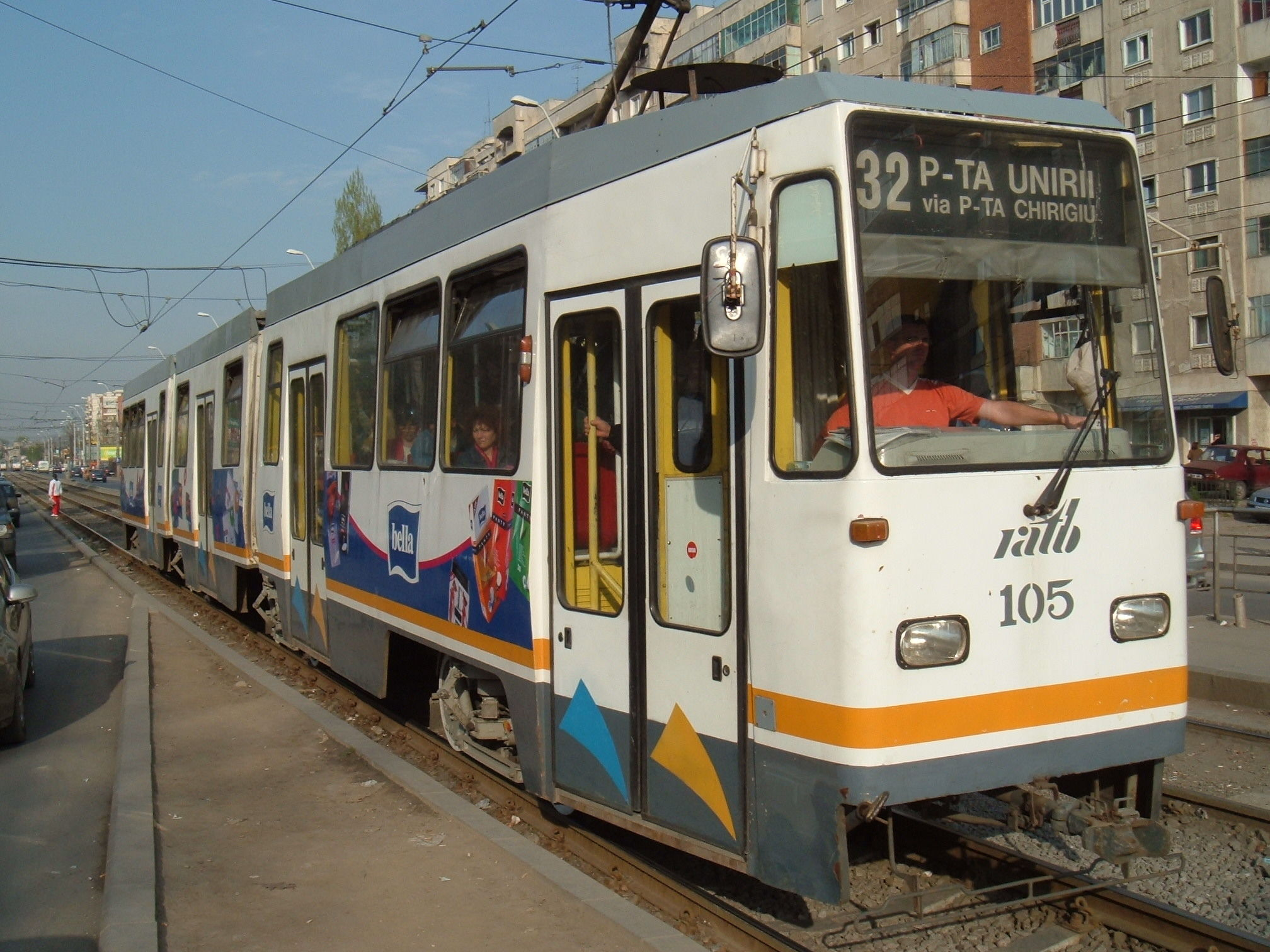
Tramvai V3A-93M-FAUR în București (modernizat la FAUR)